# Liam Malone
Liam Bevan Malone es un ex atleta paralímpico neozelandés. Representó a su país en los Juegos Paralímpicos de verano 2016 en Río de Janeiro, donde ganó medallas de oro en los 200 metros masculinos T44 y 400 metros T44, y la medalla de plata en los 100 metros masculinos T44.

## Biografía
Malone nació el 23 de diciembre de 1993 en Nelson, hijo de Murray Robert Malone y Trudi Scott. Creció en el suburbio de Stoke y se educó en Nayland College. Es nieto de Peter Malone, quien se desempeñó como alcalde de Nelson de 1980 a 1992. También es descendiente de Robert Trimble, un miembro del parlamento de Nueva Zelanda del siglo XIX, y de Abel Heywood, quien sirvió dos mandatos separados como alcalde de Mánchester en las décadas de 1860 y 1870. Es también un distante sobrino del teniente coronel William George Malone, quien comandaba el Batallón de Infantería de Wellington en Gallipoli.
Nació con hemimelia peronea (ausencia congénita del hueso del peroné ) en ambas piernas. Como resultado, le amputaron las piernas justo por encima de los tobillos cuando tenía 18 meses.

## Carrera
Como doble amputado por debajo de la rodilla, está clasificado T43 para eventos de carrera. Su altura máxima permitida de pie sobre prótesis es de 1.87m.
Fue seleccionado oficialmente para representar a Nueva Zelanda en los Juegos Paralímpicos de verano de 2016 el 23 de mayo de 2016. En los Juegos ganó la medalla de plata en los 100 metros masculinos T44, y se alzó con el oro en los 200 y 400 metros masculinos T44. Sus dos medallas de oro se lograron en un tiempo récord paralímpico, llevándose los récords del deshonrado velocista sudafricano Oscar Pistorius.
Fue seleccionado como abanderado de Nueva Zelanda para la ceremonia de clausura de los Juegos Paralímpicos de Verano 2016. Fue nombrado miembro de la Orden del Mérito de Nueva Zelanda en los honores de Año Nuevo 2017, por sus servicios al atletismo.
Malone anunció su retiro del atletismo en enero de 2018.
Comenzó a trabajar en la puesta en marcha de Soul Machines inteligencia artificial inmediatamente después de su retiro, la compañía está dirigida por el ganador del premio Oscar, el Dr. Mark Sagar.
También es un popular orador principal y está representado por Celebrity Speakers New Zealand.

## Récords personales
| Evento      | Resultado (viento) | Fecha                    | Ubicación              | Notas  |
| ----------- | ------------------ | ------------------------ | ---------------------- | ------ |
| 100 m (T43) | 10,90 (+0,9 em)    | 8 de septiembre de 2016  | Río de Janeiro, Brasil | AR     |
| 200 m (T43) | 21,06 (+0,6 em)    | 12 de septiembre de 2016 | Río de Janeiro, Brasil | PR, AR |
| 400 m (T43) | 46,20              | 15 de septiembre de 2016 | Río de Janeiro, Brasil | PR     |